# Équipe mixte aux Jeux olympiques de 1904
Lors des troisièmes Jeux olympiques d'été, des sportifs de nationalités différentes peuvent encore former des équipes mixte. Le Comité international olympique réunit désormais les résultats de ces équipes sous l'appellation équipe mixte (ZZX dans la Liste des codes pays du CIO). 
La délégation mixte remporte donc quatre médailles dont deux titres. Beaucoup de membres appartiennent à la délégation américaine ; on compte deux Cubains, un Autrichien, un Français et un Allemand.
La participation d'Albert Corey a pendant plus d'un siècle été attribuée aux États-Unis. Julius Lenhart également puisqu'il a emménagé à Philadelphie en 1903 puis est retourné en Autriche après les Jeux.
La situation est la même pour Frank Kugler où le CIO n'a finalement attribuée à l'Allemagne sa participation qu'en 2021.
D'autres équipes, sans être médaillées, ont participé aux jeux : en gymnastique par équipe, 4 équipes mixtes ont concouru ou en tennis avec le double composé de l'allemand Hugo Hardy et de l'américain Paul Gleeson.

## Liste des médaillés mixtes
| Sport                  | Discipline                            | Sportifs | Performance |
| Médailles d’or : 2     |                                       | |             |
| Gymnastique            | Par équipes gymnastique et athlétisme | Philadelphia Turngemeinde - John Grieb (USA) - Anton Heida (USA) - Max Hess (USA) - Philip Kassel (USA) - Julius Lenhart (AUT) - Ernst Reckeweg (USA)   | 370,13 pts  |
| Escrime                | Fleuret par équipe                    | - Ramón Fonst (CUB) - Manuel Diaz - Albertson Van Zo Post (USA)                                                                                         |             |
| Médailles d’argent: 1  |                                       | |             |
| Athlétisme             | 4 miles par équipes                   | Chicago AA - Albert Corey (FRA) - Lacey Hearn (USA) - Sidney Hatch (USA) - James Lightbody (USA) - Frank Verner (USA)                                   | 28 pts      |
| Médailles de bronze: 1 |                                       | |             |
| Gymnastique            | Par équipes gymnastique et athlétisme | Southwest Turnverein of St. Louis No. 2 - Oscar Frihde (USA) - Charles Harberkorn (USA) - Harry Jacobs (USA) - Frank Kugler (GER) - Charles Thias (USA) |             |